# Grigorij Ginzburg
Grigorij Ginzburg, (ros. Григорий Романович Гинзбург, ur. 16 maja?/29 maja 1904 w Niżnym Nowogrodzie; zm. 5 grudnia 1961 w Moskwie) – rosyjski pianista i pedagog muzyczny; laureat IV nagrody na I Międzynarodowym Konkursie Pianistycznym im. Fryderyka Chopina. Odznaczony Nagrodą Stalinowską.

## Życiorys

### Wykształcenie i praca pedagogiczna
Na fortepianie zaczął grać w wieku kilku lat. W 1910 roku został uczniem Aleksandra Goldenweisera. W wieku trzynastu lat rozpoczął naukę w Konserwatorium Moskiewskim na tzw. kursie niższym. Później był studentem tej uczelni (dyplom z wyróżnieniem w 1924). W latach 1924–1928 odbywał aspiranturę. W 1929 objął stanowisko asystenta w Konserwatorium Moskiewskim. W latach 1935–1961 był profesorem Konserwatorium. Jego uczniami byli m.in. Gleb Akselrod, Sergiusz Dorieński, Aleksiej Skawroński i Daniel Pollack.

### Konkurs Chopinowski
W 1922 zadebiutował z orkiestrą, po czym wystąpił w kilku miastach ZSRR. W 1927 roku wziął udział w I Międzynarodowym Konkursie Pianistycznym im. Fryderyka Chopina w Warszawie, gdzie został laureatem IV nagrody. Konkurs wygrał jego rodak Lew Oborin. Występy Ginzburga chwalili m.in. kompozytor Stanisław Niewiadomski, krytyk muzyczny Piotr Rytel, pianista Juliusz Wertheim i pisarz Jarosław Iwaszkiewicz.

### Dalsza kariera
W dalszych latach często występował na terenie ZSRR. W 1936 roku ponownie wystąpił w Polsce (w Konserwatorium Warszawskim), a także w Szwajcarii i Szwecji. Po wojnie występował m.in. na Festiwalu Liszta-Bartóka na Węgrzech (1956), w Czechosłowacji (1959) i w Jugosławii (1961). Każdego roku dawał ok. 120 koncertów.
W 1961 roku miał nagrać recital dla Polskiego Radia, jednak 5 grudnia zmarł w Moskwie.

## Repertuar i dyskografia
Dysponował bogatym repertuarem, w którym były utwory m.in. Ferenca Liszta, Roberta Schumanna, Antona Rubinsteina, Fryderyka Chopina, Edvarda Griega i Leopolda Godowskiego. Płyty z jego nagraniami zostały wydane m.in. przez wytwórnię Vox Aeterna.
Był też kompozytorem. Skomponował kilka fantazji koncertowych.